# Micrathyria ungulata
Micrathyria ungulata is een libellensoort uit de familie van de korenbouten (Libellulidae), onderorde echte libellen (Anisoptera).
De wetenschappelijke naam Micrathyria ungulata is voor het eerst geldig gepubliceerd in 1907 door Förster.